# Lidia Istrati
Lidia Istrati (n. 22 iunie 1941, Sofia, raionul Drochia, RSS Moldovenească, URSS – d. 25 aprilie 1997) a fost o prozatoare și politiciană din Republica Moldova.

## Biografie
Și-a făcut studiile la Institutul Agricol din Chișinău (actualmente Universitatea Agrară de Stat din Moldova) pe care a absolvit-o în anul 1962. Continuă studiile, a făcut doctoratul la Academia de Științe din Republica Moldova. În 1971, a obținut titlul de doctor în biologie. După absolvirea institutului a lucrat ca profesoară în satul Bujor, raionul Hâncești, apoi a fost redactor și șef de redacție la Editura „Știința”, director al Muzeului Republican de Literatură „D. Cantemir”.

## Opera
În literatură a debutat cu nuvela Îngăduie, omule!, publicată în revista „Nistru” în 1968, în care critica viața în colhoz, motiv pentru care nuvela a fost publicată cu o întârziere de zece ani.S-a remarcat prin volumele de proză Nica (1978), Tot mai departe (1987), Scara (1991), Goana după vânt (1992), Nevinovata inimă (1995),  Fașă dalbă de mătase (Timișoara, 2002, postum).  Operele sunt bazate pe teme din viața cotidiană și probleme etice.
În romanul Tot mai departe, prozatoarea recuperează prin document figura legendară a lui Ștefan cel Mare, care a devenit un simbol al renașterii naționale. Romanul satiric Goana după vânt redă „zămisliri de rău” și „vicleșuguri” urzite fie de boierii din tinerețea lui Ștefan, fie de „boierii” noi din spațiul basarabean.

## Activitate
A fost membră a Parlamentului Republicii Moldova în anii 1990-1997 (legislaturile 1990-1994 și 1994-1998), pe listele Blocului electoral „Alianța Frontului Popular Creștin Democrat”. A fost președintă a Ligii Creștin-Democrate a Femeilor din Moldova (1993 -1997). Din 1994 reprezintă Blocul Țăranilor și Intelectualilor. A semnat Declarația de independență a Republicii Moldova în 1991. A fost descrisă de unii colegi ca luptătoare aprigă împotriva corupției și a mafiei.
Lidia Istrati a fost distinsă cu Ordinul „Gloria Muncii”(1996). În 2017, pe fațada casei în care a locuit a fost instalată o placă comemorativă.
Scriitoarea a fost căsătorită cu agronomul Vasile Istrati. Cuplul a avut o fiică, Lucia. Lidia Istrati a decedat în 1997, fiind răpusă de cancer.